# 姜應熊
姜應熊（?—?），榆林衛人。明朝軍事將領。姜漢之孫，姜奭之子。
歷官宁夏总兵右都督，因罪被革职，充當事官。嘉靖三十九年（1561年）九月十三日，鞑靼犯岔道、八达岭。应熊冲入敌阵，在南沟身中五槍，墮馬，被部下胡镇救出，升任大同总兵。嘉靖四十二年（1563年）十月，鞑靼攻破密雲东部关口墙子岭（今墙子路），总兵官孙宾战死，北京戒严，姜应熊带兵增援，在密雲大敗之。 有一子姜顯祚。